# 赛车 (游戏)
《赛车》是1980年竞速游戏，由拉里·兹维克编写、美泰儿发行，对应Intellvision游戏机。

## 评价
《赛车》获得第三届年度街机奖之「最佳体育游戏」奖。颁奖词称游戏是「真正紧张激烈的竞速」，「即便讨厌赛车运动也该爱上的竞速游戏」。